# Ring Øst (Næstved)
Ring Øst (O2) er en omfartsvej der går øst om Næstved. Vejen er en tosporet fordelingsvej, og åbnede den 12. december 2012.
Omfartsvejen er cirka 8 kilometer lang og starter i det nordlige Næstved i en stor fordelerring ved Køgevej, fra Køgevej føres vejen over Lille Syd, jernbanen mellem Næstved og Roskilde over Køge. Derefter fortsætter den til Stenlængegårdsvej, hvor til der er forbindelse mod det østlige Næstved. Derfra føres vejen videre forbi Skyttemarksvej og videre indtil den munder ud i Ny Præstøvej. Omfartsvejen føres videre som Ring Syd til Vordingborgvej der åbnede for trafik den 27. oktober 2017.